# Битва при Платеях
Би́тва при Плате́ях — одно из крупнейших сухопутных сражений греко-персидских войн, состоявшееся в 479 году до н. э. на склонах горы Китерон рядом с небольшим городком Платеи в Беотии.
В битве при Платеях персидская армия потерпела сокрушительное поражение. Под руководством спартанца Павсания союзным греческим войском было уничтожено практически всё войско противника. Битва при Платеях привела к полному разгрому вторгнувшихся на территорию Эллады сухопутных сил империи Ахеменидов под руководством Ксеркса. Потери греков были сравнительно небольшими, согласно различным античным источникам, они оцениваются от нескольких сотен до десяти тысяч воинов.

## Источники

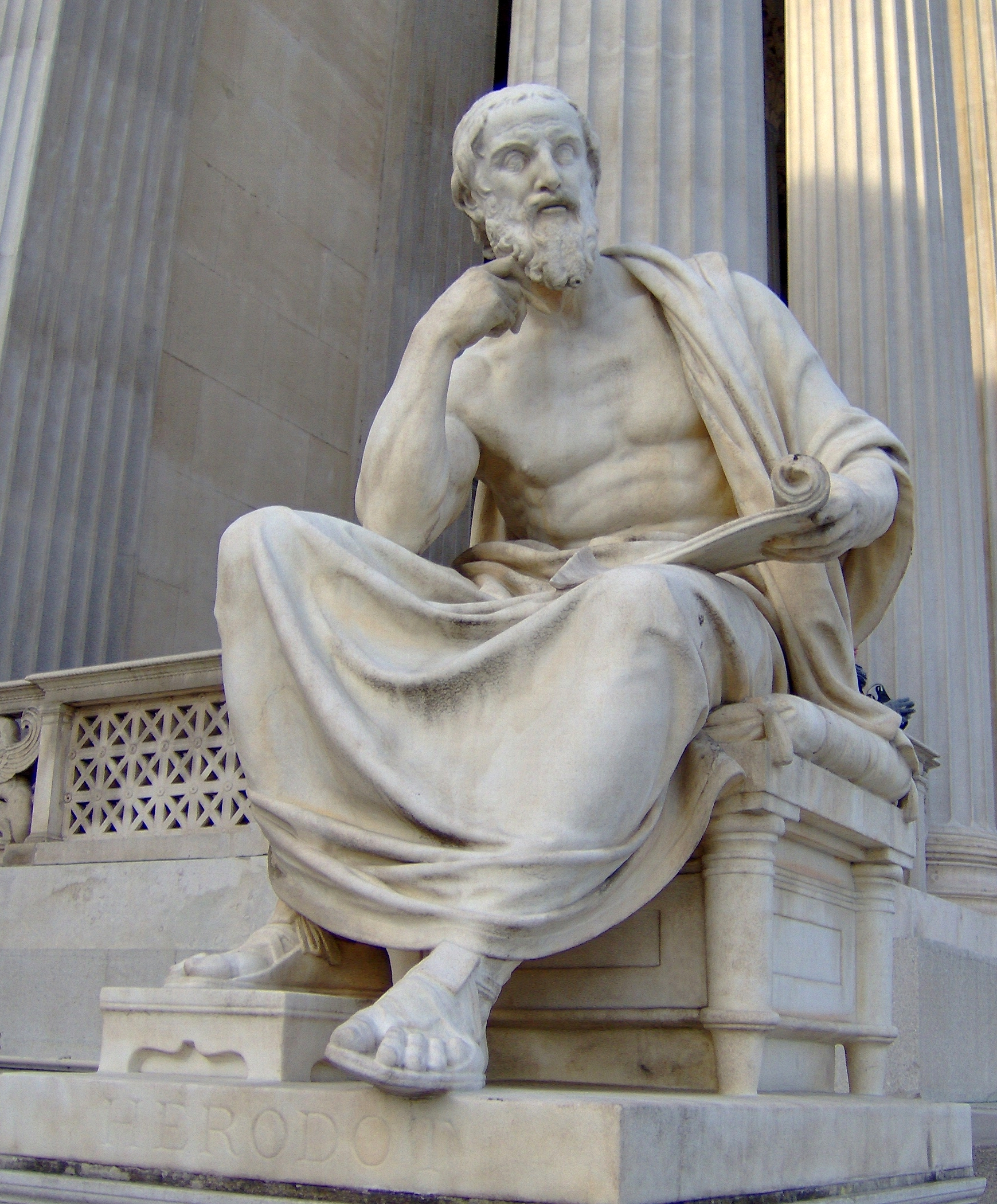
Современная статуя Геродота у Венского парламента

## Предыстория
Греческие города-государства Афины и Эретрия помогали родственным греческим полисам Ионии в неудачном восстании против власти персидского царя Дария в 499—494 годах до н. э. Персидская империя на тот момент была достаточно молодым государством. После смерти её создателя Кира II в 530 г. до н. э. государство часто сотрясали восстания покорённых народов, которые угрожали его целостности. Греческим повстанцам совместно с афинянами удалось захватить и сжечь важный город империи и столицу сатрапии Лидии город Сарды. Дарий хотел отомстить участвовавшим в восстании грекам, которые были ему неподвластны.
Также Дарий считал возможным покорить разрозненные древнегреческие города. В 492 г. до н. э. во время военной экспедиции персидского военачальника Мардония была завоёвана Фракия, Македония признала верховную власть персидского царя. Таким образом, персидское сухопутное войско получило проход к территории Древней Греции. В 491 году до н. э. Дарий отправил послов во все независимые греческие города с требованием «земли и воды», что соответствовало покорности и признанию власти персов. Осознавая силу и военную мощь государства Ахеменидов, все города древней Эллады, кроме Спарты и Афин, приняли унизительные требования. В Афинах послы были преданы суду и казнены. В Спарте их сбросили в колодец, предложив взять оттуда землю и воду.
В 490 году до н. э. для покорения Афин был направлен персидский флот под командованием Датиса и Артаферна. По пути к Афинам была покорена и разрушена Эретрия. Войско высадилось на территории Аттики, но было разбито афинянами и платейцами в битве при Марафоне. После этой неудачной экспедиции Дарий стал собирать огромное войско для покорения всей Греции. Его планам помешало восстание в Египте в 486 году до н. э., а вскоре Дарий умер. Трон занял его сын Ксеркс.

Карта государства Ахеменидов

В Афинах к власти пришёл Фемистокл. Промежуток между марафонской битвой и вторжением Ксеркса антиковед Суриков называет «эпохой Фемистокла». В то время как персы собирали армию для завоевания Эллады, афинский политик способствовал созданию мощного флота. У афинян был обычай делить между собою доходы от серебряных рудников в Лаврионе. Собственником этих рудников было государство. После падения тиранов государственное имущество стало считаться собственностью всех граждан. Если после покрытия всех государственных потребностей в кассах оставались значительные суммы, то этот излишек делился между афинянами. Фемистокл предложил направить получаемые средства на постройку кораблей. Предложение было воспринято весьма неоднозначно. Принимая его, каждый афинянин лишался хоть и небольшого, но верного денежного пособия, предоставляемого государством. Готовя корабли для войны с персами, Фемистокл понимал, что афиняне не согласятся с ним, так как не считают разбитого под Марафоном врага серьёзной угрозой. Поэтому он убедил сограждан, что новые корабли и мощный флот необходимы для победы в непрерывной войне с островом Эгиной. Именно данная политика, в конечном итоге, привела к сокрушительному поражению армии Ксеркса.
В 481 году до н. э. Ксеркс, подобно отцу, направил послов в большинство греческих городов-государств, за исключением Афин и Спарты, с требованием «земли и воды». В конце осени 481 года до н. э. в Коринфе состоялось общегреческое собрание, где перед лицом общей опасности был заключён союз и прекращены междоусобные войны. В греческие колонии были отправлены посольства с просьбой о помощи. Технически выполнить постановления общегреческого конгресса было сложно, в связи с разрозненностью греков, враждой между ними и междоусобными войнами.
Подавив египетское восстание, Ксеркс продолжил подготовку к походу на Грецию. Войско было собрано из многих народов громадной империи. Согласно Геродоту, оно включало персов, мидян, киссиев, гиркан, ассирийцев, бактрийцев, саков, индийцев, ариев, парфян, хорасмиев, согдийцев, гандариев, дадиков, каспиев, сарангов, пактиев, утиев, миков, париканиев, арабов, эфиопов, ливийцев, пафлагонцев, лигиев, матиенов, мариандинов, сирийцев, фригийцев, лидийцев, мисийцев, фракийцев, писидийцев, кабалиев, милиев, мосхов, тибаренов, макронов, маров, колхов и моссиников. Кроме сухопутного войска, у Ксеркса был мощный флот, снаряжённый прибрежными и островными народами, входящими в его государство.
Всю весну и лето 480 года до н. э. продолжался поход персидской армии по побережью Эгейского моря. Попытка греческого отряда во главе со спартанским царём Леонидом преградить персидскому войску путь в Фермопильское ущелье окончилась неудачей. Персы прорвались в центральную Грецию. Греческий флот, встретивший персидские корабли у мыса Артемисия, вынужден был отойти к югу и встал у западного побережья Аттики.
Персидская армия заняла Афины. Жители города были эвакуированы на остров Саламин и в Трезен. Флот эллинов сосредоточился в узких проливах между Саламином и материком. Благодаря военной хитрости Фемистокла греки сумели нанести поражение флоту Ксеркса.
Как писал Геродот, Ксеркс испугался, что греческие корабли поплывут к Геллеспонту и преградят ему путь обратно. Согласно Плутарху, после сражения между греческими военачальниками состоялся совет. Фемистокл предложил разрушить мосты в Геллеспонте, чтобы «захватить Азию в Европе». Аристид оппонировал ему:

Теперь мы воевали с варваром, преданным неге; а если мы запрём его в Элладе и человека, имеющего под своей властью такие силы, страхом доведём до последней крайности, то уж он не будет больше сидеть под золотым балдахином и спокойно смотреть на сражение, а пойдёт на всё, сам, пред лицом опасности, станет участвовать во всех действиях, исправит упущения и примет лучшие меры для спасения всего в целом. Поэтому, Фемистокл, — прибавил он, — не следует нам разрушать существующий мост, а если можно, построить ещё второй и поскорее выбросить этого молодца из Европы.

Фемистокл согласился с Аристидом и для того, чтобы поскорее изгнать Ксеркса из Греции, предпринял очередную хитрость. Он отправил к царю лазутчика с сообщением о том, что греки хотят разрушить мосты. Испуганный Ксеркс стал поспешно отступать. Кроме страха быть отрезанным от Азии, современные историки указывают ещё на один мотив, требовавший немедленного отбытия царя к себе на родину. Весть о крупном поражении персидского флота могла легко вызвать волнения внутри персидского государства. В условиях отсутствия царя это могло стать причиной крупных восстаний народов, покорённых империей Ахеменидов.
Один из главных военачальников Ксеркса — Мардоний — убедил царя оставить часть сухопутной армии. Он указывал на то, что никто из греков, которые считают себя победителями в битве при Саламине, не рискнёт сойти с кораблей на берег из-за страха перед персами. Также полководец говорил о том, что персы сильны не морскими силами, а сухопутными. Мардония поддержала царица Артемисия. В результате большая часть сухопутного войска была оставлена в Греции. Армия персов перед началом зимы отошла на зимние квартиры в Фессалии. Афиняне же вернулись в свой полуразрушенный город.
Таким образом, несмотря на сокрушительное поражение персидского флота при Саламине, угроза завоевания Эллады сохранялась. Стороны продолжали готовиться к войне. Жители Пелопоннесского полуострова достроили стену в области Коринфского перешейка.
Мардоний предпринимал неоднократные попытки заключить сепаратный мир с воинственно настроенными афинянами. Сначала он отправил для ведения переговоров царя Македонии Александра I. Предложения персов были очень выгодными. В частности, жителям Афин предлагали остаться свободными и взять столько земли, сколько те захотят. Посольство Александра напугало греческих союзников. Выход Афин из войны значительно ослабил бы военную мощь эллинов. Спартанцы также отправили своё посольство, целью которого было недопущение заключения сепаратного мира. Геродот утверждает, что ответ Мардонию был жёстким — «пока солнце будет ходить своим прежним путём, никогда мы не примиримся с Ксерксом». Лакедемонянам же был дан ответ:
[...] ни на земле, ни под землёй  не  сыскать столько золота, чтобы афиняне согласились предать свободу греков.
После возвращения Александра персы выступили в поход. Мардоний направил войско к Афинам, и жителям города пришлось повторно эвакуироваться на близлежащий остров Саламин. Несмотря на повторное разграбление города, военные потери, а также выгодные предложения военачальника Ксеркса, афиняне были настроены на продолжение войны. Об этом свидетельствует рассказ Геродота, описывающий настроение рядовых афинян:
Из Афин Мардоний послал на Саламин геллеспонтийца Мурихида с таким же предложением, какое раньше передал афинянам македонянин Александр. Враждебное настроение афинян Мардоний, конечно, знал заранее, но всё же вновь отправил посла в надежде, что захват военной силой и подчинение Аттики исцелит афинян от глупого упрямства. [...] А Мурихид предстал перед советом [афинян] и изложил поручение Мардония. Один из советников, Ликид, высказался за то, что лучше было бы не отвергать предложения Мурихида, а представить его народному собранию. А подал такое мнение Ликид, неизвестно, потому ли, что был подкуплен Мардонием, или оттого, что считал его действительно правильным. Афиняне же, услышав такой совет, пришли в негодование (советники — не менее, чем народ, с нетерпением ожидавший на улице) и тотчас обступили Ликида и побили его камнями. Геллеспонтийца же Мурихида они отпустили невредимым. На Саламине между тем поднялось смятение из-за Ликида; афинские женщины, узнав о происшествии, знаками подстрекая и забирая по пути с собой одна другую, явились к жилищу Ликида и побили камнями его жену и детей.
Одновременно в Спарту было отправлено посольство во главе с Аристидом с требованием о помощи. Была высказана угроза, что в случае отказа «афиняне сами найдут средство спасения». В результате войско во главе с регентом малолетнего сына погибшего царя Леонида Плистарха Павсанием отправилось в поход.

## Силы сторон

### Греческие силы
Наиболее подробное описание численности армии эллинов приводит Геродот в IX книге своей «Истории». По его подсчётам, греческое войско при Платеях на начало битвы состояло из более 38 тысяч тяжеловооружённых воинов (гоплитов) и 69 500 легковооружённых. В сочетании с 1800 феспийцами, которые присоединились позже, общая численность греческих войск достигла 110 тысяч воинов.
| Полис                             | Количество воинов             | Источник |
| --------------------------------- | ----------------------------- | -------- |
| Тяжеловооружённые воины — гоплиты |                               |          |
| Лакедемоняне                      | 5000 спартиатов 5000 периэков | [ 53 ]   |
| Афиняне                           | 8000                          | [ 53 ]   |
| Коринфяне                         | 5000                          | [ 53 ]   |
| Сикионцы                          | 3000                          | [ 53 ]   |
| Мегарцы                           | 3000                          | [ 53 ]   |
| Тегейцы                           | 1500                          | [ 53 ]   |
| Трезенцы                          | 1000                          | [ 53 ]   |
| Флиунтцы                          | 1000                          | [ 53 ]   |
| Эпидаврийцы                       | 800                           | [ 53 ]   |
| Левкадцы и анактории              | 800                           | [ 53 ]   |
| Орхоменские аркадцы               | 600                           | [ 53 ]   |
| Эретрийцы и стирийцы              | 600                           | [ 53 ]   |
| Платейцы                          | 600                           | [ 53 ]   |
| Ампракиоты                        | 500                           | [ 53 ]   |
| Эгинцы                            | 500                           | [ 53 ]   |
| Микенцы и тиринфяне               | 400                           | [ 53 ]   |
| Халкидяне                         | 400                           | [ 53 ]   |
| Потидейцы                         | 300                           | [ 53 ]   |
| Гермионяне                        | 300                           | [ 53 ]   |
| Лепреаты                          | 200                           | [ 53 ]   |
| Палейцы из Кефалинии              | 200                           | [ 53 ]   |
| Всего тяжеловооружённых воинов    | 38 700                        | [ 54 ]   |
| Легковооружённые воины            |                               |          |
| Илоты                             | 35 000                        | [ 53 ]   |
| Остальные                         | 34 500                        | [ 54 ]   |
| Всего легковооружённых воинов     | 69 500                        | [ 54 ]   |

Современные историки по-разному относятся к приведённым Геродотом данным. Учитывая невозможность перепроверить данные числа, степень их достоверности оценивается сравнительными методами. В частности, Холланд указывает, что Афины во время происходившей за 10 лет до описываемых событий битвы при Марафоне выставили 10 тысяч гоплитов. Это делает число в 8 тысяч афинян во время битвы при Платеях вполне реальной. В произошедшей менее чем за год до неё битве при Саламине греки выставили около 300—400 кораблей. Экипаж каждого из кораблей составлял около 200 человек. При этом сухопутное войско находилось в районе Коринфского перешейка. Учитывая вышеизложенное, числа Геродота не выглядят завышенными и нереальными. Лазенби, соглашаясь с возможностью участия в битве около 40 тысяч гоплитов, отрицает присутствие в армии 35 тысяч илотов. Он выдвигает предположение, что в битве каждого спартанца сопровождал всего один илот, а другие были заняты в обеспечении армии провиантом. Оба историка считают, что легковооружённые воины непосредственно в бою не участвовали и не оказали существенного влияния на исход битвы. Наименьшей из встречающихся оценок численности армии эллинов является 40 тысяч человек.
Руководителем армии союзников был Павсаний. Он был регентом при малолетнем сыне погибшего при Фермопилах царя Леонида Плистархе. Античные источники также указывают, что во главе афинян стоял Аристид. Контингент каждого греческого полиса также имел своих военачальников. Павсаний хоть и являлся номинальным руководителем войска, но должен был обсуждать возникавшие вопросы на военном совете. Особенность руководства приводила к ситуациям, когда в критические моменты Павсанию приходилось просить часть войска предпринять соответствующие действия.

### Армия персов
Согласно Геродоту, под руководством Мардония находилось 300 тысяч воинов из империи Ахеменидов и около 50 тысяч греков, которые изначально примкнули к армии Ксеркса. Данные числа Геродота не признаются современными историками соответствующими действительности, хотя бы потому, что армия Ксеркса в начале похода оценивается в 200—250 тысяч человек. Один из подходов в подсчёте численности персидского войска состоит в определении того, какое количество людей могло находиться в их военном лагере. Современные историки считают, что грекам противостояло от 70 до 120 тысяч воинов.

### Сравнительная характеристика греческого и персидского войск

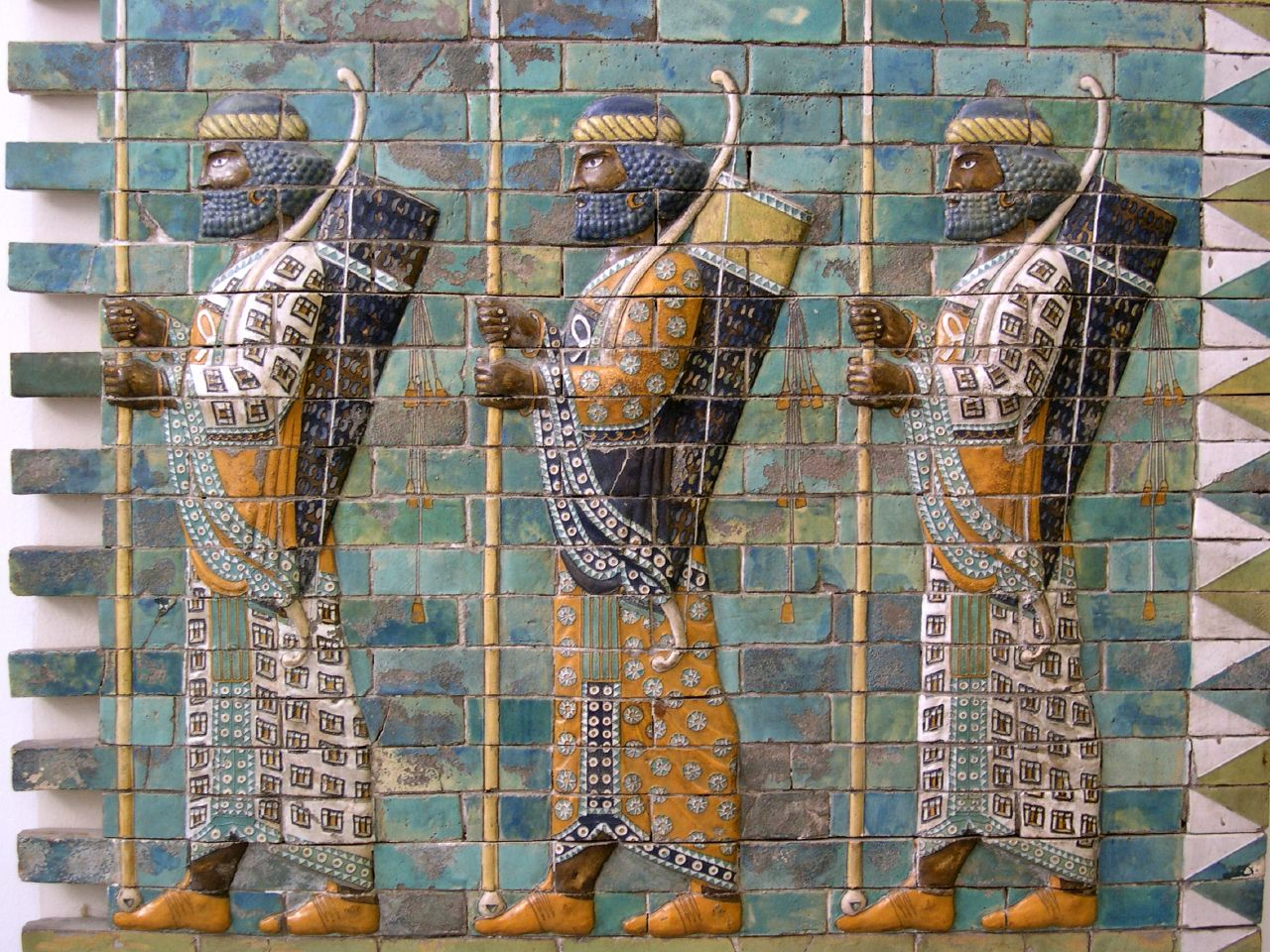
Персидские воины из гвардии «бессмертных». Фрагмент росписи царского дворца

Войско персов состояло из представителей множества народов и племён, подвластных империи Ахеменидов. Воины каждой народности имели собственное оружие и доспехи. Подробное описание Геродота утверждает, что персы и мидяне носили мягкие войлочные шапки, штаны и пёстрые хитоны. Доспехи их были собраны из железных чешуек наподобие рыбьей чешуи, щиты сплетены из прутьев. На вооружении они имели короткие копья и большие луки с камышовыми стрелами. На правом бедре находился меч-кинжал (акинак). Воины других племён были вооружены значительно хуже, в основном луками, а зачастую просто дубинками и обожжёнными кольями. Из защитного снаряжения, кроме щитов, Геродот упоминает у них медные, кожаные и даже деревянные шлемы.
Греческая фаланга представляла собой плотное боевое построение тяжеловооружённых воинов в несколько шеренг. Во время боя главной задачей являлось сохранение её целостности: место павшего воина занимал другой, стоявший за ним. Главным фактором, оказавшим влияние на развитие фаланги, стало применение большого круглого щита (гоплона) и закрытого шлема коринфского типа. На внутренней поверхности гоплона крепились кожаные ремни, через которые просовывалась рука. Таким образом, щит держался на левом предплечье. Воин управлял щитом, держась за ремень ближе к его краю.

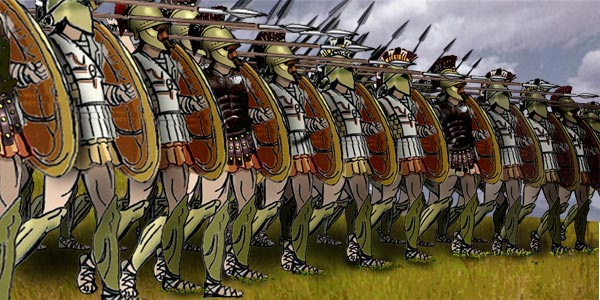
Греческая фаланга, реконструкция

Защищая гоплита слева, такой щит оставлял открытой правую половину туловища. Из-за этого в греческой фаланге воины должны были держаться плотной линией так, чтобы каждый гоплит прикрывал своего соседа слева, будучи прикрытым соседом справа. Для грека потерять щит в бою считалось бесчестьем, так как он использовался не только для собственной безопасности, но и для защиты всей шеренги. Голову гоплита в VI—V вв. до н. э. предохранял бронзовый шлем коринфского (или «дорийского») типа, который носился на войлочной подкладке-шапочке. Глухой коринфский шлем обеспечивал полную защиту головы, но стеснял боковое зрение и слух. Воин видел только врага перед собой, что не представляло особой опасности в плотном боевом построении.
Во времена греко-персидских войн ещё были распространены так называемые «анатомические» бронзовые панцири, которые состояли из нагрудной и спинной пластин. Пластины рельефно со скульптурной точностью воспроизводили мышечные контуры мужского торса. Под панцирем гоплиты носили льняные туники, а спартанцы традиционно укрывались поверх доспехов красными плащами. Недостатком бронзовых кирас были незащищённые бедра. В эту эпоху уже появились так называемые линотораксы, панцири на основе многих слоёв пропитанного клеем льна, которые через несколько десятилетий вытеснили в Греции «анатомические» бронзовые панцири. Кроме меньшего веса, линотораксы позволяли прикрыть бёдра, не стесняя движений воина.
В состав защитного снаряжения также входили бронзовые поножи. Они повторяли мускулатуру икр, чтобы плотно облегать ноги и не мешать ходьбе.
Спартанцы были вооружены копьём длиной 2—3 метра и коротким мечом. При сближении с противником первоначальный удар наносился копьём, им же продолжали сражение в строю, держа верхним хватом. Спартанцы имели самые короткие мечи в Греции — они предназначались для близкой рукопашной, когда длинное оружие становилось бесполезным в схватке.

## Противостояние на реке Асоп

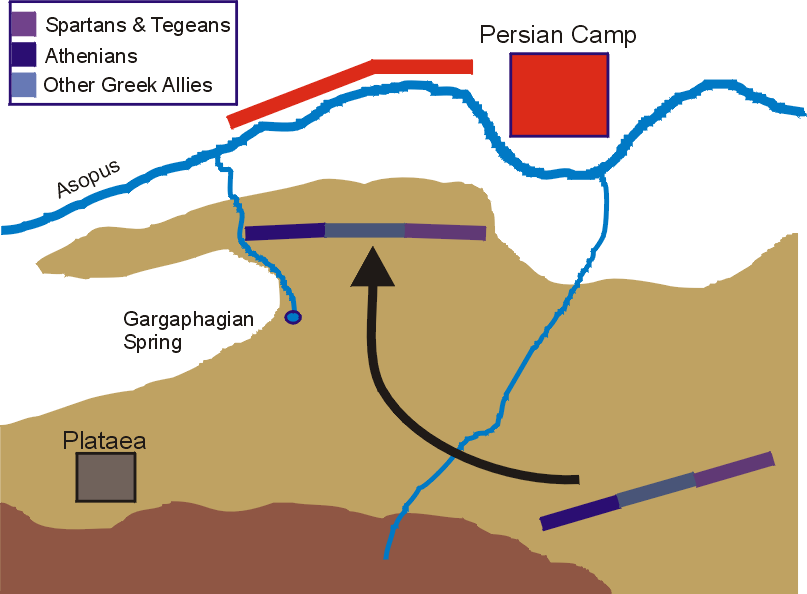
Противостояние на реке Асоп

Узнав о выступлении основного войска эллинов из-за укреплённого Коринфского перешейка, Мардоний сжёг Афины и отправился со своей армией в Беотию. Его выбор, согласно Геродоту, был связан с тем, что ландшафт Аттики, в которой находились Афины, был неудобен для действий персидской конницы. В Беотии же его воины находились на земле союзников и в месте, удобном для применения конных отрядов. По пути персами была опустошена область Мегар. Расположившись на северном берегу реки Асоп в Беотии, они начали обустраивать укреплённый лагерь.
К общегреческому войску присоединились афиняне и платейцы. Армия прошла через ущелья горы Киферон и расположилась напротив позиций персов. Павсаний разместил эллинов на горных возвышенностях. Несмотря на непосредственную угрозу для всей Греции, среди эллинов не было полного единства. Плутарх приводит сведения как о раскрытом заговоре среди обедневших вследствие войны аристократов, так и о внутренних разногласиях между представителями различных полисов.
Конница Мардония устраивала нападения отдельными отрядами на эллинов, которые причиняли им тяжёлый урон. Во время одной из вылазок был убит военачальник персов Масистий. Гибель самого уважаемого в войске, после царя и Мардония, человека значительно понизила его боевой дух. Греки же, ободрённые этой маленькой победой, продвинулись к лагерю персов. Спартанцы и тегейцы заняли правый фланг, афиняне — левый.
Каждая из сторон воздерживалась от атаки. Геродот связывает это с полученными во время жертвоприношений предзнаменованиями. Как персы, так и эллины получили благоприятные предзнаменования в случае обороны и неблагоприятные при наступлении. Это противостояние, когда ни одна из сторон не начинала наступления, связано с тем, что персам было сложно штурмовать укрепления греков, а греки, находясь на своей земле, продолжали получать подкрепления. Павсаний также не хотел лишаться выгодных позиций на горных склонах. На восьмой день персидской коннице удалось захватить направлявшийся из Пелопоннеса обоз с продовольствием из 500 повозок.
Персы засыпали источник Гаргафий, из которого черпали воду эллины. Другой возможный источник воды, река Асоп, была недоступна из-за обстрелов лучниками. Таким образом, целая армия осталась без воды и продовольствия, после чего Павсаний принял решение начать отступление.
Отступление было организовано крайне плохо. Греки перепутали направление отхода и отошли к Платеям. Афиняне, спартанцы и тегейцы, на которых была возложена задача прикрывать основные силы, к утру даже не начали отступления. Один из спартанских военачальников Амомфарет отказался покидать лагерь. В результате силы греков стали представлять собой не армию, а совокупность разрозненных отрядов.

## Битва

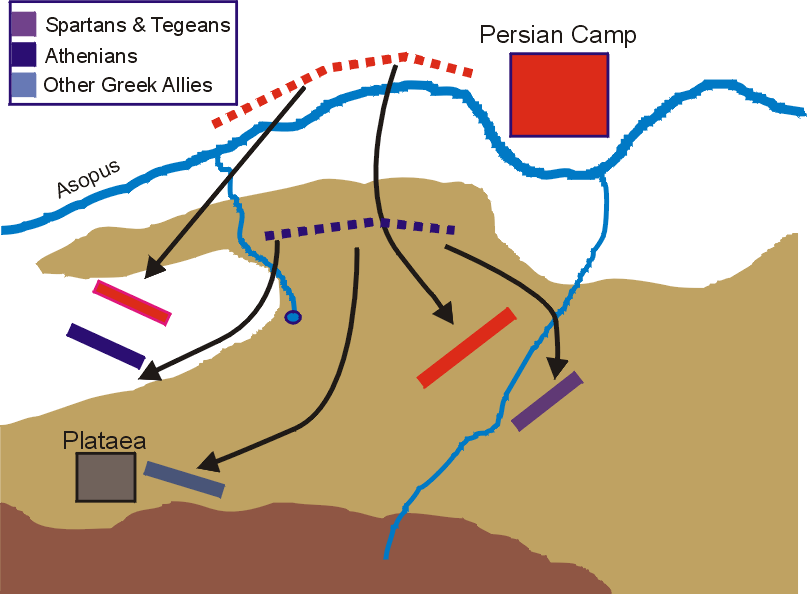
Карта основного этапа сражения. Дезорганизованное первоначальное отступление греков — спартанцы справа, афиняне слева, остальные эллины возле Платей. Основные силы персов атаковали спартанцев; фиванцы и другие греческие союзники персов — афинян

Когда персы обнаружили отступление греков, Мардоний принял решение начать преследование. Войско перешло реку Асоп и последовало за спартанцами и тегейцами. Первым был атакован отряд отказавшегося отступать Амомфарета. Узнав о начале наступления врага, Павсаний отправил гонца к афинянам с просьбой о помощи. Отряд под командованием Аристида повернул обратно, однако был атакован союзными персам фиванцами. В связи с отсутствием помощи спартанцы оказались в весьма затруднительном положении, пытаясь противостоять основным силам армии Мардония.
Несмотря на численное превосходство, персы уступали спартанцам. Во время битвы спартанцу Аримнесту удалось убить военачальника вражеской армии Мардония. После гибели командира персы начали отступать. Лишь элитный отряд «бессмертных» продолжал сопротивление и был полностью уничтожен. Персы в панике бежали в свой укреплённый лагерь. Боеспособность сохранил лишь отряд военачальника Артабаза, который, предвидя исход боя со спартанцами, не допустил свой 40-тысячный отряд к битве (следует учесть, что все современные историки считают оценку численности персидского войска Геродотом завышенной). Узнав о поражении основных сил, он начал отступление к Геллеспонту.
В то время как лакедемоняне одержали верх над персами, афинянам удалось сломить упорное сопротивление фиванцев. Как только весть о победе Павсания и переломе в сражении достигла отступающие отряды эллинов, они развернулись и начали преследование побеждённого врага. Совместными усилиями был взят укреплённый лагерь персов. Среди его защитников, стеснённых в узком пространстве, началась паника, и они были практически полностью перебиты. Так, из первоначального числа в 300 тысяч человек уцелели лишь отряд Артабаза, который был удержан военачальником от участия в битве, и около 3 тысяч воинов, принимавших непосредственное участие в сражении. Приведённые «отцом истории» данные хоть и вызывают сомнения относительно численности персов, но свидетельствуют о сокрушительном поражении персов и их союзников.
Потери греков, согласно Геродоту, были минимальны и составили всего 159 человек — 91 спартанец, 16 тегейцев и 52 афинянина. Именно представители этих греческих полисов принимали участие на первых этапах сражения. С приведёнными числами не соглашались даже античные историки. Плутарх пишет о 1360 павших в бою греках, отмечая, что погибшие были не только среди трёх полисов. Эфор и Диодор Сицилийский говорят о более чем 10 тысячах погибших эллинов.

## После сражения

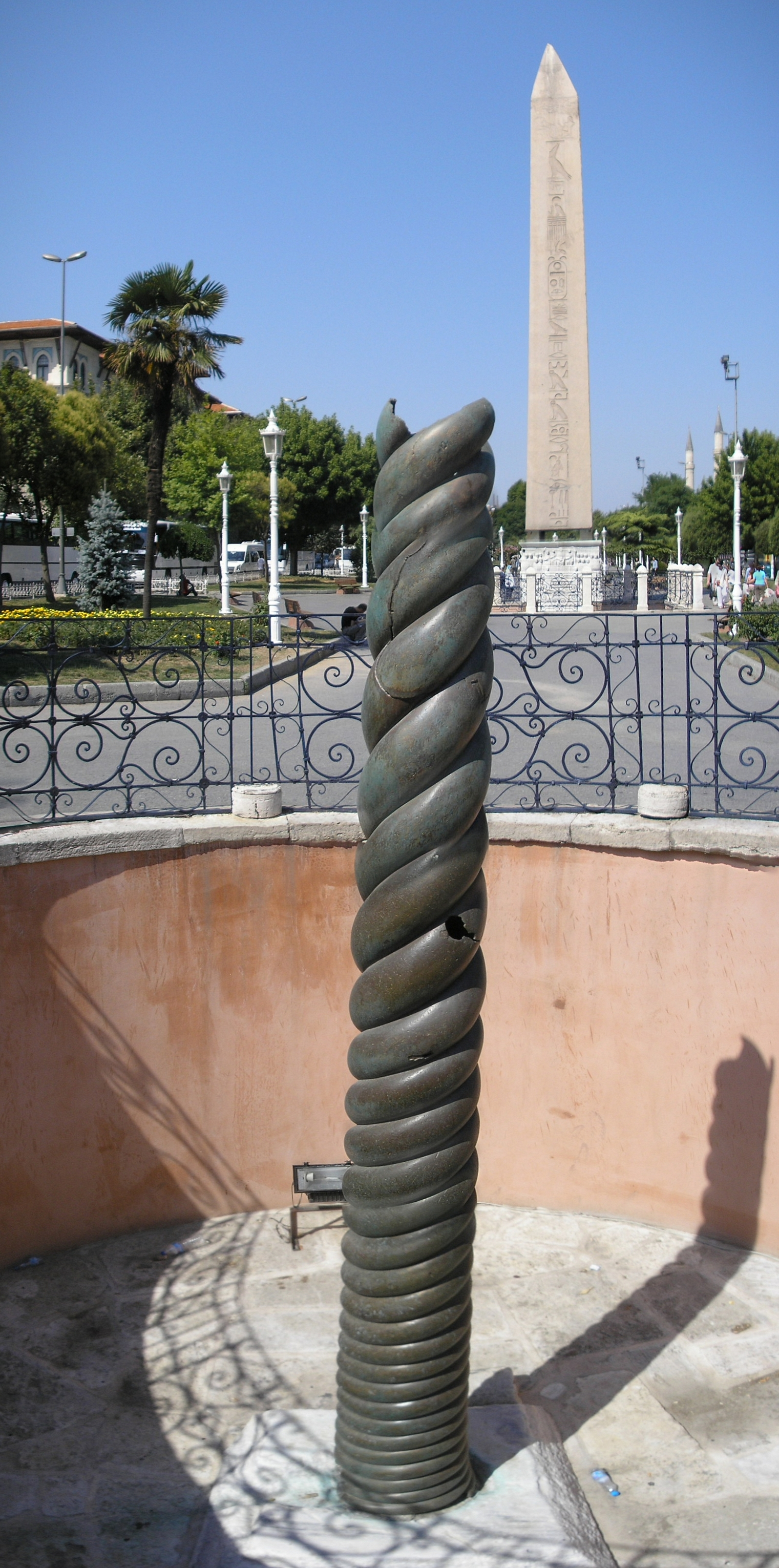
Змеиная колонна, принесённая греками в дар храму Аполлона в Дельфах в честь победы при Платеях (ныне на стамбульской площади Ахмедие). Современный вид

Победа эллинов была бесспорной, армия врага полностью уничтожена. Непосредственно после сражения греки стали выбирать наиболее отличившегося воина. Согласно Геродоту, наибольшую доблесть проявил спартанец Аристодем, которому за год до сражения дали презрительное прозвище «Трус». Дело в том, что он остался единственным выжившим из 300 спартанцев, находившихся с царём Леонидом в Фермопильском ущелье. По возвращении в Спарту Аристодема ожидали бесчестье и позор. Во время битвы при Платеях он стал самым доблестным из всех воинов. Однако награды он не получил, так как было высказано предположение о том, что Аристодем совершил великие подвиги лишь потому, что явно искал смерти из-за своей вины. Посмертные почести за наибольшую доблесть во время сражения получил Посидоний.
Геродот также приводит эпизод, который характеризует изнеженность персов. Среди трофеев грекам достался шатёр Мардония с большим количеством золотой и серебряной посуды. Павсаний приказал пленным приготовить такой же обед, который они готовили своему бывшему военачальнику. Зрелище роскошно приготовленного обеда и великолепия шатра вызвало удивление у спартанца. В шутку он приказал своим слугам приготовить лаконский обед, после чего пригласил других военачальников эллинов. Когда те собрались, он со смехом сказал:
Эллины! Я собрал вас, чтобы показать безрассудство этого предводителя мидян, который живёт в такой роскоши и всё-таки пришёл к нам, чтобы отнять наши жалкие крохи.
Павсаний имел полное основание смеяться над глупостью персов, которые, имея возможность наслаждаться такими благами, пускались в путь, чтобы завоевать бедно живущих в своих горных жилищах эллинов.
Плутарх рассказывает о ситуации, произошедшей непосредственно после сражения, которая чуть не стала причиной междоусобного военного конфликта между спартанцами и афинянами. Каждая из сторон считала себя достойной главной награды за храбрость. Аристид, военачальник афинян, уговорил стороны предоставить решение вопроса всем грекам. По предложению коринфянина Клеокрита было принято компромиссное решение передать награду Платеям.
Эллины захватили богатую добычу. Десятая её часть была посвящена богам, в частности, в святилище Аполлона в Дельфах была отправлена бронзовая колонна, созданная из оружия погибших во время битвы персов. Создание колонны было ознаменовано скандалом. Военачальник эллинов при Платеях Павсаний велел поместить на треножнике надпись:
Эллинов вождь и начальник Павсаний в честь Феба владыки
Памятник этот воздвиг, полчища мидян сломив
Греки были оскорблены таким поведением Павсания, присвоившего себе всю славу победы, которая по праву принадлежала им всем. Спартанцы соскоблили первоначальную надпись и заменили её на перечисление всех городов, войска которых участвовали в сражении. Диодор Сицилийский писал, что на треножнике вместо первоначальной надписи поместили двустишие знаменитого греческого поэта Симонида:
Это подарок спасителей обширной Эллады, воздвигнутый здесь,
Избавивших её государства от цепей позорного рабства
После победы над основными силами противника объединённое войско греков осадило союзный персам город Фивы. Фиванцы были вынуждены выдать предводителей проперсидской партии, которых отвезли в Коринф и казнили.

## Значение битвы для дальнейшего хода греко-персидских войн
Практически одновременно с битвой при Платеях произошло сражение при Микале, в котором греки также сумели одолеть персов. Эти два сражения ознаменовали победу эллинов над вторгнувшейся громадной армией империи Ахеменидов. Если битва при Марафоне показала грекам, что персов возможно победить, морское сражение при Саламине спасло Элладу от уничтожения, то битва при Платеях привела к полному уничтожению вражеского войска.
Победа при Платеях стала первой решительной победой эллинов, так как при Марафоне и Саламине было нанесено поражение только части военных сил врага. Греки сумели уничтожить элитные военные силы, собранные со всей громадной территории империи Ахеменидов. Немецкий историк Эрнст Курциус считает день битвы при Платеях днём спасения Эллады.
В следующие несколько десятилетий эллины продолжали успешно воевать с персами за освобождение ранее покорённых во времена Кира и Дария эллинских городов на территории Малой Азии и островах Эгейского моря.

## Битва при Платеях в искусстве
В отличие от других сражений греко-персидских войн (в частности, битв в Фермопильском ущелье и при Саламине), Платеям в искусстве уделяется значительно меньшее внимание. Началом битвы при Платеях заканчивается фильм «300 спартанцев» (2006).

## Античные источники
- Геродот. История
- Диодор Сицилийский. Персидская история. 11.29 — 11.33
- Плутарх. Аристид и Катон Старший
- Корнелий Непот. Аристид
- Корнелий Непот. Павсаний